# Pitiünt
Pitiünt (grec antic: Πιτυοῦς, llatí: Pityus) era una ciutat grega de la costa oriental de l'Euxí (mar Negra) al nord de Dioscúrias a la Sarmàcia asiàtica, que es correspon amb la moderna Pitsunda. Artemidor, que la situa a 360 estadis de Dioscúrias, la descriu com una gran ciutat, i Plini el Vell com a oppidum opulentissimum.
Va ser destruïda en època incerta pels heniocs, i Flavi Arrià diu que només era un lloc d'ancoratge. Claudi Ptolemeu ni tan sols l'esmenta. Probablement, a mitjan segle iii devia ser reconstruïda pels romans, atès que Zòsim en parla a la història de Gal·liè, dient que era una fortalesa envoltada de murades i amb un port excel·lent.